# Diasemia lepidoneuralis
Diasemia lepidoneuralis is een vlinder uit de familie van de grasmotten (Crambidae), uit de onderfamilie van de Spilomelinae. De wetenschappelijke naam van deze soort is voor het eerst voorgesteld door Embrik Strand in een publicatie uit 1918.
De soort komt voor in Taiwan.